# Зарго Туре
Зарго́ Туре́ (фр. Zargo Touré, нар. 11 листопада 1989, Дакар) — сенегальський футболіст, півзахисник збірної Сенегалу та французького «Діжона».

## Клубна кар'єра
Вихованець футбольної школи клубу «Спортінг Дакар».
У дорослому футболі дебютував 2008 року виступами за команду друголігового французького клубу «Булонь», в якій провів чотири сезони, взявши участь у 111 матчах чемпіонату. Більшість часу, проведеного у складі «Булоні», був основним гравцем команди.
До складу клубу «Гавр» приєднався 2012 року.. За три роки встиг відіграти за команду з Гавра 73 матчі в Лізі 2.
31 серпня 2015 року став гравцем «Лор'яна», у складі якого дебютував у французькій Лізі 1.

## Виступи за збірні
2007 року дебютував у складі юнацької збірної Сенегалу.
2012 року захищав кольори олімпійської збірної Сенегалу. У складі цієї команди провів 4 матчі. У складі збірної — учасник футбольного турніру на Олімпійських іграх 2012 року у Лондоні.
2012 року дебютував в офіційних матчах у складі національної збірної Сенегалу. У складі збірної був учасником Кубків африканських націй 2015 та 2017 років.
Наразі провів у формі головної команди країни 18 матчів.
| Дата       | Місто          | Господарі        | Результат | Гості       | Турнір                                   | Голи | Примітки |
| ---------- | -------------- | ---------------- | --------- | ----------- | ---------------------------------------- | ---- | -------- |
| 13-10-2012 | Дакар          | Сенегал          | 0 – 2     | Кот-д'Івуар | Відбір до Кубка африканських націй 2013  | -    | 39'      |
| 14-11-2012 | Ніамей         | Нігер            | 1 – 1     | Сенегал     | товариський матч                         | -    | 86'      |
| 5-2-2013   | Сен-Ле-ла-Форе | Сенегал          | 1 – 1     | Гвінея      | товариський матч                         | -    |          |
| 23-3-2013  | Конакрі        | Сенегал          | 1 – 1     | Ангола      | Відбір до ЧС 2014                        | -    |          |
| 31-5-2014  | Буенос-Айрес   | Колумбія         | 2 – 2     | Сенегал     | товариський матч                         | -    |          |
| 10-10-2014 | Дакар          | Сенегал          | 0 – 0     | Туніс       | Відбір до Кубка африканських націй 2015  | -    |          |
| 15-10-2014 | Монастір       | Туніс            | 1 – 0     | Сенегал     | Відбір до Кубка африканських націй 2015  | -    |          |
| 19-11-2014 | Дакар          | Сенегал          | 3 – 0     | Ботсвана    | Відбір до Кубка африканських націй 2015  | -    |          |
| 13-1-2015  | Касабланка     | Сенегал          | 5 – 2     | Гвінея      | товариський матч                         | -    |          |
| 28-3-2015  | Гавр           | Гана             | 1 – 2     | Сенегал     | товариський матч                         | -    | 78'      |
| 13-6-2015  | Дакар          | Сенегал          | 3 – 1     | Бурунді     | Відбір до Кубка африканських націй 2017  | -    |          |
| 8-9-2015   | Совето         | ПАР              | 1 – 0     | Сенегал     | товариський матч                         | -    |          |
| 3-9-2016   | Дакар          | Сенегал          | 2 – 0     | Намібія     | Відбір до Кубка африканських націй 2017  | -    |          |
| 12-11-2016 | Полокване      | ПАР              | 2 – 1     | Сенегал     | Відбір до ЧС 2018                        | -    | 83'      |
| 8-1-2017   | Браззавіль     | Лівія            | 1 – 2     | Сенегал     | товариський матч                         | -    |          |
| 11-1-2017  | Браззавіль     | Республіка Конго | 0 – 2     | Сенегал     | товариський матч                         | -    | 68'      |
| 23-1-2017  | Франсвіль      | Сенегал          | 2 – 2     | Алжир       | Кубок африканських націй 2017 - 1-й етап | -    |          |
| 27-3-2017  | Париж          | Сенегал          | 1 – 1     | Кот-д'Івуар | товариський матч                         | -    | 64'      |
| Усього     |                | Матчів           | 18        |             | Голів                                    | 0    |          |